# Dracula cochliops
Dracula cochliops es una especie de orquídea epifita.

## Descripción
Es una orquídea de tamaño pequeño, con hábito de epifita y con ramicaules delgados, erguidos, que están envuelto basalmente por 2 a 3 vainas cortas y tubulares que llevan una sola hoja, apical, erecta, delgadamente coriácea, carinada, estrechamente elíptica, aguda, estrechándose gradualmente abajo en la base subpeciolada. Florece en la primavera y el verano en una inflorescencia delgada de 8 a 11 cm largo, floja, con sucesivamente pocas flores, la inflorescencia racemosa surge de la parte baja en el ramicaule y llevar brácteas florales tubulares.

## Distribución y hábitat
Se encuentra en el territorio del Putumayo en Colombia en la vertiente oriental de los Andes en los remanentes de bosque nublado en elevaciones de alrededor de 2.200 metros. 

## Taxonomía
Dracula cochliops fue descrita por (Rchb.f.) Luer & R.Escobar y publicado en Orquideología; Revista de la Sociedad Colombiana de Orquideología 13: 119. 1979.
Etimología
Dracula: nombre genérico que deriva del latín y significa: "pequeño dragón", haciendo referencia al extraño aspecto que presenta con dos largas espuelas que salen de los sépalos.
cochliops; epíteto latíno que significa "con el color del arco iris".